# Kiss Me a Lot
Kiss Me a Lot è un brano del cantante inglese Morrissey.
Quinto singolo tratto dall'album World Peace Is None of Your Business, Kiss Me a Lot viene pubblicato in versione download digitale il 26 marzo del 2015 dalla Atom Factory.

## Realizzazione
Scritto assieme al chitarrista Jesse Tobias e prodotto da Joe Chiccarelli, il brano è stato registrato in Francia, negli studi La Fabrique di Saint-Rémy-de-Provence, nel febbraio 2014 e con l'ausilio della band che solitamente accompagna Morrissey nei concerti dal vivo. Il download del brano è stato arricchito da una cover creata da Rob English che ha utilizzato una fotografia inedita scattata da Terry Richardson.
Il video promozionale, diretto dal nipote di Morrissey, Sam Esty Rayner, pubblicato il 7 aprile del 2015, ritrae un'esibizione dell'artista accompagnato dalla sua band, alternato ad immagini di modelle seminude che sfoggiano alcune scritte sul proprio corpo.

## Tracce
1. Kiss Me a Lot – 4:03

## Formazione
- Morrissey – voce
- Solomon Walker - basso
- Boz Boorer - chitarra
- Jesse Tobias - chitarra
- Matt Walker - batteria
- Gustavo Manzur - tastiere